# Жалпакшилік
Жалпакши́лік (каз. Жалпақшілік) — село у складі Каркаралінського району Карагандинської області Казахстану. Входить до складу Кайнарбулацького сільського округу.
Населення — 75 осіб (2021; 152 у 2009, 171 у 1999, 162 у 1989).
Національний склад станом на 1989 рік:
- казахи — 100 %.